# Резонанс-Н
Резонанс-Н — стационарный трёхкоординатный радиолокационный комплекс метрового  диапазона волн.
Предназначен для обнаружения, опознавания, определения координат и параметров движения широкого класса воздушных целей на больших дальностях и высотах с большой разрешающей способностью, включая малозаметные крылатые и баллистические ракеты, гиперзвуковые летательные аппараты, в том числе и выполненные по технологии «Стелс».

## История
Впервые представлен на МАКС-2005. В 2014 и 2015 годах две станции кругового обзора были введены в строй в Иране под названием Ghadir. В России первый РЛК был развернут в 2015 году в ЗВО. В конце 2018 года на вооружение Северного флота ВМФ РФ поступила станция в Арктике.

## Модификации
- «Резонанс-Н» — версия станции для Вооруженных Сил РФ.[2]
- «Резонанс-НЭ» — экспортная версия РЛК.[2]
- «Ghadir» — экспортная версия для Ирана.[7]

## Тактико-технические характеристики
Стационарная обзорная радиолокационная станция метрового диапазона волн с фазированной антенной решёткой. Одна станция работает в секторе 360° по азимуту. Обнаружение аэродинамических целей осуществляется в диапазоне до 600 км, обнаружение баллистических ракет – в диапазоне до 1100 км, по высоте до 100 км. По углу места 1,5...80°.
- Дальность обнаружения истребителя на высоте 10 000 м, км 350
- Точность измерения координат, не хуже:
  - по дальности, м: 300
  - по азимуту, град: 1,5
  - по углу места, град: 1,5
  - по скорости, м/с: 0,5
- Количество сопровождаемых целей: до 500
- Темп обновления информации, с: 10
- Среднее время наработки на отказ, час: 1500
- Время включения, с: 30
- Время развёртывания, ч: 24
- Требуемая мощность, кВт: 50—100
- Количество операторов (одна смена), чел. 3
- Количество транспортных единиц — 5 (3 полуприцепа с аппаратурой и 2 с системой автономного энергоснабжения).
- Станция оснащена системой опознавания целей «свой-чужой».
- РЛС способна функционировать при температуре от −40 до +50°С и при скорости ветра до 30 м/с.
- Количество транспортных единиц 6 (4 полуприцепа с аппаратурой; 1 с системой автономного энергоснабжения; 1 выносной пункт управления)[10]

## Размещение
| Тип         | Расположение    | Координаты                      | Строительство | Ввод | Стоимость |
| ----------- | --------------- | ------------------------------- | ------------- | ---- | --------- |
| Ghadir      | Иран Гермсар    | 35°08′01″ с. ш. 52°28′10″ в. д. |               | 2014 |           |
| Резонанс-Н  | Россия Шойна    | 67°51′26″ с. ш. 44°10′50″ в. д. |               | 2014 |           |
| Ghadir      | Иран Ахваз      | 31°12′48″ с. ш. 48°40′12″ в. д. |               | 2015 |           |
| Резонанс-НЭ | Египет          | 28°42′30″ с. ш. 32°23′05″ в. д. |               | 2018 |           |
| Резонанс-Н  | Россия Рогачёво | ?                               |               | 2018 |           |